# San Marino i olympiska sommarspelen 1976
San Marino deltog i de olympiska sommarspelen 1976 med en trupp bestående av 10 deltagare. Ingen av landets deltagare erövrade någon medalj.

## Cykling
Herrarnas linjelopp
- Daniele Cesaretti — fullföljde inte (→ ingen placering)